# Chapoda festiva
Chapoda festiva là một loài nhện trong họ Salticidae.
Loài này thuộc chi Chapoda. Chapoda festiva được Elizabeth Maria Gifford Peckham & George William Peckham miêu tả năm 1896.